# Eesti Energia
Eesti Energia AS — міжнародний енергетичний концерн, що створений в Естонії та діє на ринку електроенергії країн Балтії і Північних країн. Пропонує рішення в галузі енергетики, починаючи з виробництва теплової та електричної енергії, а також палива, і закінчуючи продажами, обслуговуванням і додатковими послугами в сфері енергетики. Унікальні знання, навички та технологія в області переробки сланцю цінують у всьому світі. Власник - Уряд Естонії.

## Історія

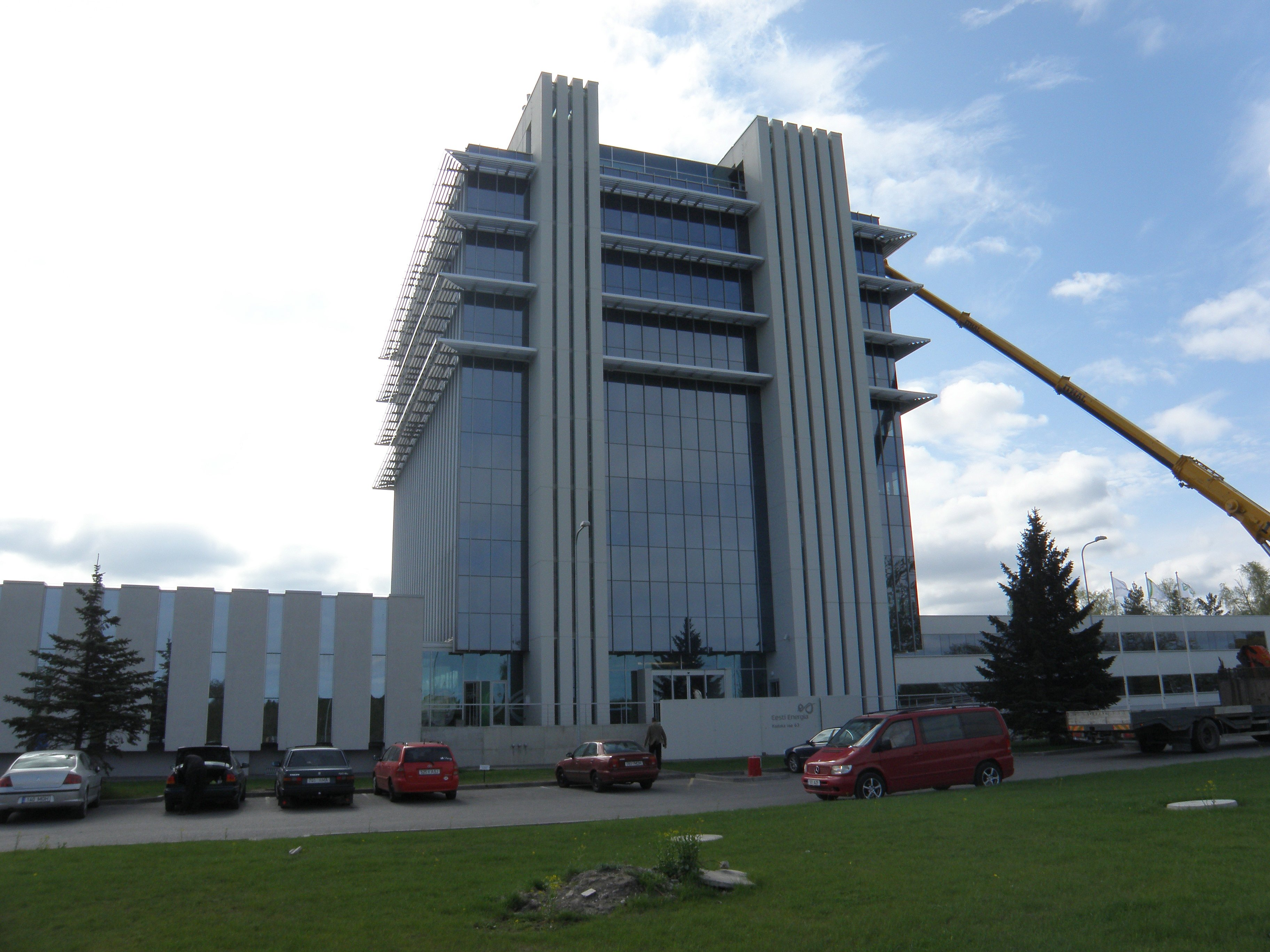
Headquarters of Eesti Energia in Kadaka, Tallinn.

Eesti Energia заснована в 1939 році. 1998 року реорганізована в підприємство з обмеженою відповідальністю. У 1995 році Уряд Естонії почав переговори з NRG Energy, щоби створити спільне підприємство на базі нарвських електростанцій. Відповідно до основ умови продажу, прийнятої 2000 року, NRG Energy придбало 49% акцій нарвських електростанцій. Крім того, в цей час електростанції належать також сланцехімічній гірничодобувній компанії Eesti Põlevkivi. Операція була скасована урядом 8 січня 2002, після чого NRG Energy змогли вчасно забезпечити фінансування угоди 21 серпня 2002 NRG Energy подала до лондонського суду з вимогою 100 мільйонів фунтів компенсації за збиток від скасованого угоди. Однак ця вимога була відхилена.
У 1999 році уряд передав 51% акцій Eesti Põlevkivi в Elektrijaamad. У 2003 році Уряд передав 49% акцій Eesti Põlevkivi до Eesti Energia. Також Elektrijaamad 51% акцій було передано Eesti Energia і Eesti Põlevkivi став повністю компанією Eesti Energia.
У 2000 році Eesti Energia і Latvenergo оголосила про плани злиття компаній. Проте ця угода була припинена через латвійського законодавство, що забороняє приватизацію Latvenergo і невизначеності навколо угоди NRG.
У 2003 році Eesti Energia намагалася приватизувати литовську дистриб'юторську компанію RST. Хоча Eesti Energia відповідала критеріям приватизації та була єдиним претенденткою на заключному (завершальному) етапі приватизації, її зупинив Уряд Литви.
1 грудня 2005, під час свого візиту до Естонії прем'єр-міністр Литви Альгірдас Бразаускас зустрівся з генеральним директором Eesti Energia Сандор Лійве, щоб обговорити участь Eesti Energia в пропонованому проєкті Вісагінської АЕС. 8 березня 2006 року керівники Lietuvos Energija, Eesti Energia і Latvenergo під час їхньої зустрічі в Ігналіні підписали меморандум про взаєморозуміння з підготовки до будівництва нового ядерного реактора в Литві Eesti Energia переговори протягом шести років. Однак, проєкт був припинений після зміни уряду в Литві наприкінці 2012 року.
У 2006 році Eesti Energia почала торгувати на Nord Pool Spot енергетичного обміну, набуваючи фінський торгова компанія Solidus Oy. У тому ж році він почав продавати електроенергію в Латвії і один рік потому, в Литві. Компанія почала свою міжнародну діяльність сланцю в 2006 році Цього року її дочірня компанія Сланець енергії Йорданії був створений для розробки проекту сланцевої в Йорданії. Був підписаний меморандум про взаєморозуміння між Eesti Energia та урядом Йорданії 5 листопада 2006 концесійну угоду було підписано 11 травня 2010 року в присутності Йорданії та Естонії прем'єр-міністрів Самір Заїд аль-Ріфаї і Андрус Ансіп. У березні 2011 року вона придбала 100% акцій штаті Юта сланцю Exploration Company.
Для реалізації енергетичний пакет 3-й ЄС, 28 серпня 2009 року уряд вирішило розділити і викупу оператора системи передачі Elering від Eesti Energia. Угода була укладена 28 січня 2010.
У 2010 році уряд вважав первинне публічне розміщення акцій на Лондонській фондовій біржі; Однак, цей план був відкладений.